# Riu Kabul

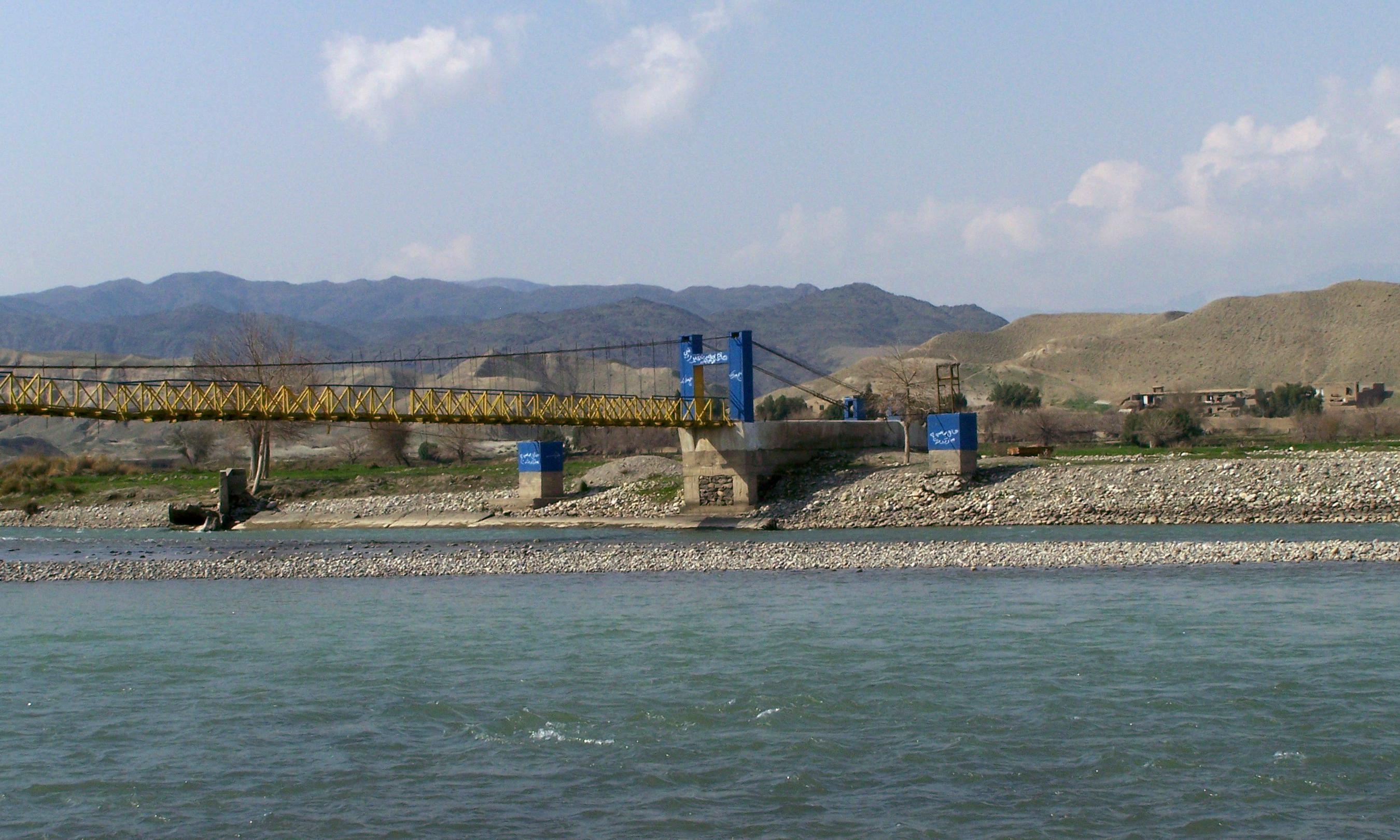
Pont sobre el riu Kabul

El riu Kabul (persa: دریای کابل; paixtu: کابل سیند), conegut en època clàssica com Cophes, és un riu que creua terres a l'Afganistan i al Pakistan. Passa per les ciutats de Kabul, Chaharbagh, Jalalabad, a l'Afganistan; i Nowshera, al Pakistan. Neix a la serra de Sanglakh prop del congost Unai. És el riu principal de la part oriental del país i té un curs de 700 km fins que s'uneix a l'Indus prop d'Attock. Els principals afluents són el Logar pel sud i el Panjshir, Kunar, Alingar, Swat i Bara. Tot i que el Kunar du més aigua pren el nom de Kabul, per circumstàncies històriques i polítiques. El Kunar s'uneix al Kabul prop de Jalalabad. Porta poca aigua la major part de l'any però a l'estiu creix per la fusió de la neu. Als Rig Veda és esmentat com a Kubhā. El nom sànscrit derivà a Kabul. Al segle x és esmentat com Lamghan a les Hudad al-Alam. El riu va donar nom a la regió i aquesta a la ciutat.